# Atletismo nos Jogos Pan-Americanos de 2003 - 20 km marcha atlética masculina
A prova dos dos 20 km da marcha atlética masculina nos Jogos Pan-Americanos de 2003 foi realizada em 5 de agosto de 2003. Jefferson Pérez reconquistou o título perdido quatro anos antes para Bernardo Segura. O mexicano terminou em segundo desta vez.

## Calendário
| Data        | Fase  |
| ----------- | ----- |
| 5 de agosto | Final |

## Medalhistas
| Ouro   | ECU Jefferson Pérez |
| Prata  | MEX Bernardo Segura |
| Bronze | MEX Alejandro López |

## Recordes
Recordes mundial e pan-americano antes da disputa dos Jogos Pan-Americanos de 2003.
| Tipo                             | Atleta             | Tempo   | Local    | Data                |
| -------------------------------- | ------------------ | ------- | -------- | ------------------- |
|                                  | Paquillo Fernández | 1:17:22 | Turku    | 28 de abril de 2002 |
| Recorde dos Jogos Pan-Americanos | Bernardo Segura    | 1:20:17 | Winnipeg | 26 de julho de 1999 |

## Resultados
| Posição | Atleta                     | Tempo   |
| ------- | -------------------------- | ------- |
| 1       | ECU Jefferson Pérez        | 1:23:06 |
| 2       | MEX Bernardo Segura        | 1:23:31 |
| 3       | MEX Alejandro López        | 1:24:33 |
| 4       | COL Luis Fernando López    | 1:27:32 |
| 5       | COL Fredy Hernández        | 1:28:07 |
| 6       | CHI Cristian Muñoz         | 1:31:07 |
| 7       | USA Timothy Seaman         | 1:33:24 |
| 8       | USA John Nunn              | 1:35:34 |
| 9       | PER Edwin Centeno          | 1:39:16 |
| 10      | DOM José Ramón Henríquez   | 1:42:50 |
| 11      | DOM Fraulin Caminero       | 1:49:41 |
| —       | GUA Luis Fernando García   | DNF     |
| —       | ECU Fausto Quinde          | DNF     |
| —       | GUA Julio René Martínez    | DSQ     |
| —       | BRA José Alessandro Baggio | DSQ     |